# Skovhus Privathospital
Skovhus Privathospital er et dansk psykiatrisk privathospital i Nykøbing Sjælland med afdelinger i Nyborg, Ålborg og Lyngby. 

## Historie
Hospitalet blev oprettet i 2007 af den nuværende direktør Kit Kjærsgaard og overlæge i psykiatri Bjørn Kaldan, som er tidligere leder af sikringsafdelingen samme sted. I den første tid var hospitalet en støttefunktion til beboerne i Granhøjens botilbud, som der stadig er samarbejde med. Skovhus er som virksomhed og behandlingssted også nært knyttet til Granhuset kvindekrisecenter.
Hospitalets hovedafdeling ligger i området Annebergparken, som tidligere var stats-/amtshospitalet i Nykøbing Sjælland, der blev åbnet i 1915 og nedlagt i 2000; sikringsafdelingen blev dog først flyttet til Slagelse i 2015. Bygningen Skovhus er en tidligere kvindeafdeling. Den ligger i skovbrynet til Grønnehave skov og er klasseret med høj bevaringsværdi.

## Behandlingstilbud
Hospitalet udbyder ambulant behandling og dagbehandling, hvor patienten i en periode møder op hver dag i dagtimerne. Der findes døgnbehandling (indlæggelse) i Nykøbing Sjælland. Der modtages unge over 12 år samt voksne. Hospitalet opfatter sig som et privat alternativ til det offentlige behandlings- og undersøgelsestilbud. Der modtages privatbetalende patienter via sundhedsforsikring eller selvbetaling samt patienter med henvisning til den offentlige regionale psykiatri, da hospitalet siden 2010 har indgået i udvidet frit sygehusvalg, ligesom andre private psykiatriske tilbud. Hospitalet er akkrediteret efter den danske kvalitetsmodel (DDKM). 
Indsatsen er ifølge Skovhus tværfaglig. Medarbejderne er psykologer, psykiatere, sygeplejersker, plejere, social- og sundhedsassistenter, pædagoger, supervisorer, terapeuter, familieterapeuter og sagsbehandlere. Behandlingen begynder med en individuelt tilrettelagt plan. Behandlingstilbuddene omfatter de fleste psykiske diagnoser, herunder misbrugsproblemer. Principperne bygger på hjælp til selvhjælp, åbenhed, lytten, fleksibilitet, kommunikation og miljøterapeutiske principper samt en biopsykosocial og socialkonstruktivistisk holdning, hvor narrativ teori og praksis spiller en rolle. Samarbejde med patientens pårørende og netværk indgår hvis det ønskes. Der tilbydes psykoedukation af pårørende med undervisning i bl.a. psykiske sygdomme, adfærd og livsstil.
Ifølge direktør Kit Kjærsgaard bruger hospitalet ikke tvang, og man ønsker udvikle nye tilgange til behandlingen og udgøre et alternativ til det offentlige system, men ikke en erstatning for dårlig offentlig behandling. Hospitalet modtog 27 selvbetalende patienter i 2017 og 84 i 2018. Ifølge Kit Kjærsgaard har de fleste patienter forsøgt behandling i det offentlige system, men har opgivet eller føler at de ikke bliver taget alvorligt, og de fleste kommer fra Region Sjælland.

## Ekstern henvisning
- Skovhus Privathospital

|  | Denne artikel om en bygning eller et bygningsværk kan blive bedre, hvis der indsættes et (bedre) billede. Du kan hjælpe ved at afsøge Wikimedia Commons for et passende billede eller lægge et op på Wikimedia Commons med en af de tilladte licenser og indsætte det i artiklen. |

|  | Denne artikel kan blive bedre, hvis der indsættes geografiske koordinater Denne artikel omhandler et emne, som har en geografisk lokation. Du kan hjælpe ved at indsætte koordinater i wikidata. |